# Pilocrocis cyclostigma
Pilocrocis cyclostigma là một loài bướm đêm trong họ Crambidae.